# Antonio Aguto

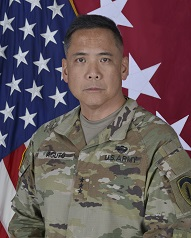
Antonio Aguto (2022)

Antonio Alzona Aguto Jr. (* 18. November 1966 in Illinois) ist ein Generalleutnant der United States Army. Er war unter anderem Kommandeur der 3. Infanteriedivision und der 1. Armee.
Antonio Aguto ist der Enkel eines philippinischen Widerstandskämpfers gegen die Japaner während des Zweiten Weltkriegs. Der Großvater gehörte damals den mit den Amerikanern verbündeten Philippine Scouts an. In den Jahren 1984 bis 1988 durchlief der jüngere Aguto die United States Military Academy in West Point. Nach seiner Graduation wurde er als Leutnant den Panzereinheiten zugeteilt. In der Armee durchlief er anschließend alle Offiziersränge vom Leutnant bis zum Drei-Sterne-General.
In seinen jüngeren Jahren absolvierte er den für Offiziere in den niederen Rangstufen üblichen Dienst in unterschiedlichen Einheiten und Standorten. Dazu gehörten auch Aufgaben als Stabsoffizier in verschiedenen Hauptquartieren. Aguto nahm im weiteren Verlauf seiner Karriere in diversen Stellungen und Funktionen am Zweiten Golfkrieg, am Irakkrieg und am Krieg in Afghanistan teil. Zwischenzeitlich war er auch in Bosnien stationiert.
Zwischen Mai 2015 und Juli 2016 war Aguto Leiter der Stabsabteilung G3 für Operationen bei der 7. Infanteriedivision in Fort Lewis im Bundesstaat Washington. Dabei wurde er zwischenzeitlich nach Afghanistan versetzt, wo seine Division an der Operation Freedom’s Sentinel teilnahm. In diese Zeit fiel am 15. September 2015 seine Beförderung zum Brigadegeneral.
Anschließend wurde er nach Grafenwöhr versetzt wo er das Kommando über den 7th Army Training Command und den Truppenübungsplatz Grafenwöhr erhielt. Diese Aufgabe nahm er zwischen Juli 2016 und Mai 2018 wahr. Daran schloss sich eine Versetzung zum United States Army Forces Command an, wo er zwischen Mai 2018 und Mai 2019 dessen kombinierte Stabsabteilung G3/5/7 leitete. Während dieser Zeit wurde er am 2. Juni 2018 zum Generalmajor befördert.
Danach erfolgte seine Versetzung zum Fort Stewart in Georgia, wo er den Oberbefehl über die 3. Infanteriedivision übernahm. Dieses Kommando übte er zwischen Juni 2019 und Juni 2021 aus. Am 8. Juli 2021 wurde Antonio Aguto zum Generalleutnant befördert. Gleichzeitig erhielt er das Kommando über die 1. Armee die ihr Hauptquartier auf dem Rock Island Arsenal in Illinois hat. Die Aufgabe als Armeekommandeur erfüllte Aguto zwischen Juli 2021 und Dezember 2022.
Nach dem Ende seiner Zeit als Kommandeur der 1. Armee wurde Aguto nach Wiesbaden versetzt. Dort koordiniert er im Rahmen der Operation Atlantic Resolve bis heute (Mai 2024) als Leiter der Security Assistance Group Ukraine die Militärhilfe für die Ukraine. Diese Aufgabe ist auch mit regelmäßigen Besuchen in der Ukraine verbunden, wo Aguto die dortige Militärführung berät.

## Orden und Auszeichnungen
Antonio Aguto wurden im Lauf seiner militärischen Laufbahn unter anderem die Auszeichnungen Army Distinguished Service Medal, der Legion of Merit und die Bronze Star Medal verliehen.